# Peter Rudbæk
Peter Rudbæk (født 5. februar 1955) er en dansk instruktør hos DBU, og tidligere fodboldtræner for AaB, Viborg og AGF
Peter Rudbæk var træner hos AaB fra 1983-1989, hvor han blandt andet sikrede oprykning til den bedste række og UEFA-Cup deltagelse, og blev kåret til Årets Træner i 1987. Fra 1990-1993 trænede han Viborg FF, og fra 1993-2000 trænede han AGF, hvor han havde sit bedste år i 1996, hvor AGF fik sølv og vandt den Danske pokalturnering, og han selv blev kåret til Årets Træner for anden gang. I 2000 vendte han tilbage til AaB, som han trænede indtil 2002.
Derefter har Peter Rudbæk lavet foredragsvirksomhed, været fodboldkommentator på DR Sporten og er nu instruktør på DBU's UEFA-godkendte træneruddannelse.
Forud for sin professionelle karriere var Peter Rudbæk i perioden 1976-79 ungdomstræner i Nørresundby (NB), og i perioden 1980-1982 ynglingetræner i AaB.